# Unión Nacional de Escritores y Artistas de Cuba

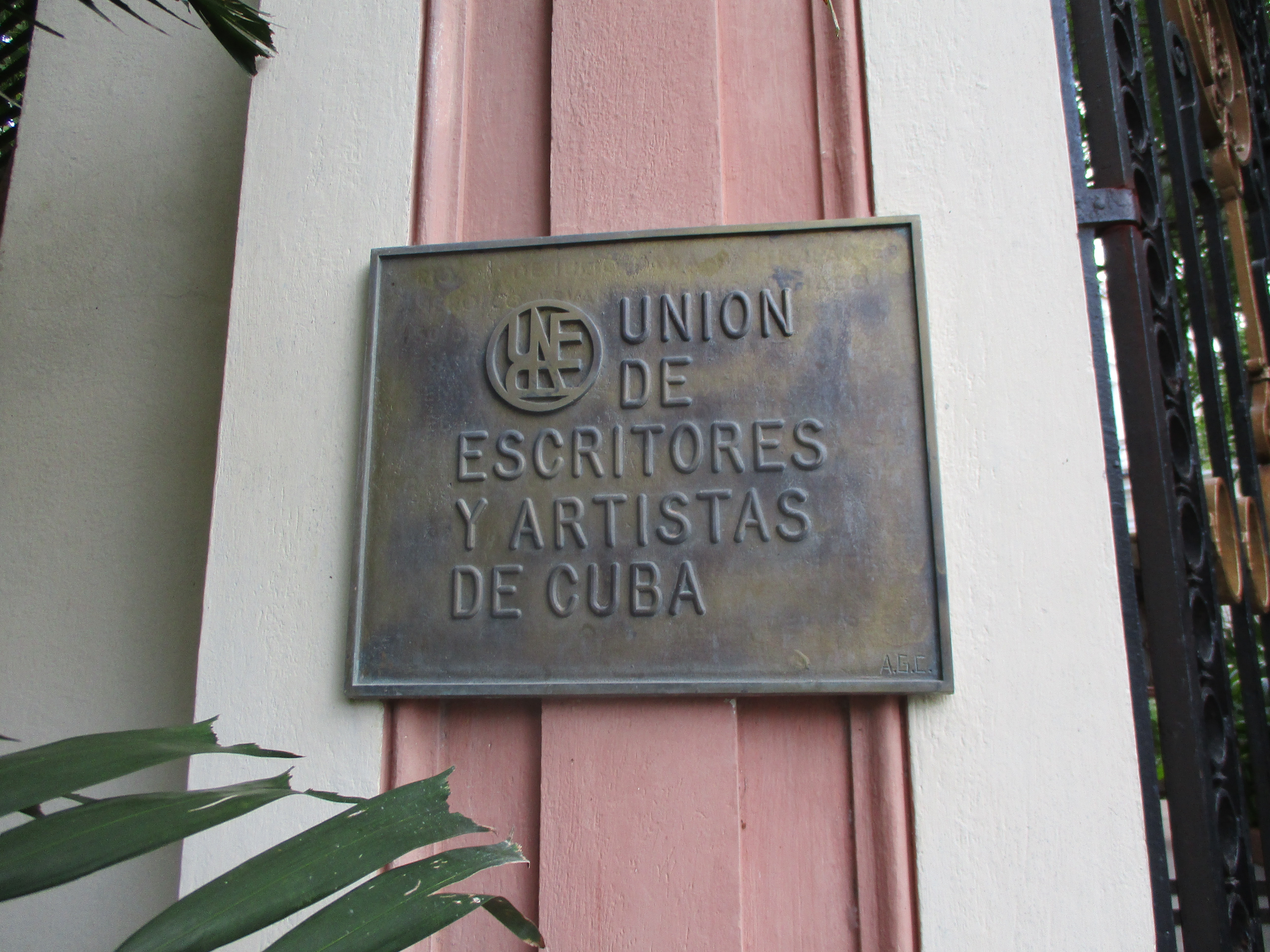
Unión Nacional de Escritores y Artistas de Cuba, Schild in Havanna (2018)

Die Unión Nacional de Escritores y Artistas de Cuba (UNEAC; span. für Nationale Union der Schriftsteller und Künstler Kubas) ist der Dachverband für die kubanischen Künstler. Sie soll die nationalen Künstler im Sinne der kubanischen Revolution anleiten. Gegründet wurde die UNEAC am 22. August 1961 durch den Dichter Nicolás Guillén. Weitere bekannte Persönlichkeiten im Direkturiom der UNEAC waren Alejo Carpentier, José Lezama Lima und René Portocarrero.

## Verwaltungsstruktur
Die leitenden Organe der UNEAC sind der Kongress, der nationale Rat, das Präsidium, das Sekretariat und die Exekutiven der assoziierten Verbände.
Das Präsidium hat 25 Mitglieder: Der Präsident, der 1. Vizepräsident und drei weitere Vizepräsidenten, die Präsidenten der fünf assoziierten nationalen Verbände, zwei Sekretäre sowie die Präsidenten der fünfzehn Provinzkomitees.
Der Verwaltungssitz befindet sich im Stadtteil Vedado der Hauptstadt Havanna.

## Assoziierte Verbände
Die UNEAC vereinigt fünf assoziierte Verbände:
- Asociación de Artistas Escénicos (Verband der Bühnenkünstler) – Organisiert Schauspieler, Zirkusartisten, Tänzer, Regisseure usw.
- Asociación de Artistas Plásticos (Verband der Bildenden Künstler)
- Asociación de Escritores (Schriftstellerverband)
- Asociación de Músicos (Musikerverband) – in ihm organisieren sich Musiker, Interpreten, Komponisten, Musikautoren usw.
- Asociación de Realizadores de Cine, Radio y Televisión (Verband der Kino-, Fernseh- und Radiomacher)